# Hyper Doll
Hyper Doll (楽勝!ハイパードール?, Rakushō! Haipā Dōru) è un manga di Shimpei Itoh pubblicato dal 1995 al 1997. Il fumetto è stato adattato nel 1995 in un original anime video di due episodi. In Italia l'anime è stato pubblicato in VHS da Dynamic Italia mentre l'opera cartacea è inedita.

## Trama
Mew e Mica, due androidi alieni con le sembianze di due ragazze liceali, scendono sulla Terra per difenderla dalle forze del male.

## Personaggi

Le due protagoniste trasformate in Hyper Doll Mica e Hyper Doll Mew nella serie OAV

Mew Fumizuki (ふみつき みゆ?, Fumizuki Miyu)
Doppiata da: Mayumi Iizuka (ed. giapponese), Cinzia Massironi (ed. italiana)
Si trasforma in Hyper Doll Mew (ドール・ミュウ?, Dōru Myū), ha i capelli corti di colore blu ed è più pacata di Mica.
Mica Minazuki (みなづき まいか?, Mica Minazuki)
Doppiata da: Yukana (ed. giapponese), Jasmine Laurenti (ed. italiana)
Si trasforma in Hyper Doll Mica (ドール・マイカ?, Dōru Maika), ha i capelli lunghi di colore rosso ed è molto più estroversa della sua amica.
Hideo Akai (あかい ひでお?, Akai Hideo)
Doppiato da: Mitsuaki Madono (ed. giapponese), Simone D'Andrea (ed. italiana)
Compagno di classe di Mew e Mica il quale viene a conoscenza della loro identità segreta di Hyper Dolls. Le teme per il fatto che le due possano staccargli la testa, gag ricorrente nel corso della serie.
Shoko Aida (あいだ しょうこ?, Aida Shoko)
Doppiata da: Yuri Shiratori (ed. giapponese), Emanuela Pacotto (ed. italiana)
Compagna di classe delle due protagoniste che cercherà di scoprire le loro identità segrete. Ha una cotta per Akai.
Ispettore Todo (とうどうけいぶ?, Tōdō keibu)
Doppiato da: Ken Yamaguchi (ed. giapponese), Paolo Sesana (ed. italiana)
Agente di polizia che arriva in soccorso delle Hyper Dolls nel caso fossero in pericolo.
Comandante
Doppiato da: Ritsuo Sawa (ed. giapponese), Alberto Olivero (ed. italiana)
Capo di Mew e Mica il quale le ha spedite sul pianeta Terra per proteggerlo da eventuali minacce. Ha l'aspetto di una lumaca e compare su vari alimenti in forma olografica.
Dr. Zaiclit (ザイクリット?, Zaikuritto)
Doppiato da: Seizō Katō (ed. giapponese), Maurizio Scattorin (ed. italiana)
Scienziato pazzo che crea mostri per conquistare il mondo e piegarlo sotto il suo volere, ma i suoi piano vengono sempre sventati dalle due eroine.
Erika (エリカ?)
Doppiata da: Megumi Ogata (ed. giapponese), Irene Scalzo (ed. italiana)
Alleata del Dr. Zaiclit.

## Media

### Manga
Il manga, scritto e disegnato da Shimpei Itoh, è stato serializzato dal 1994 al 1997 sulla rivista Shōnen Captain edita da Tokuma Shoten. I vari capitoli sono stati raccolti in cinque volumi tankōbon pubblicati dal febbraio 1995 al 10 ottobre 1997.

#### Volumi
| Nº | Data di prima pubblicazione | Data di prima pubblicazione | Data di prima pubblicazione |
| Nº | Giapponese                  | Giapponese                  |                             |
| -- | --------------------------- | --------------------------- | --------------------------- |
| 1  | febbraio 1995               | ISBN 4-19-830046-1          |                             |
| 2  | ottobre 1995                | ISBN 4-19-830094-1          |                             |
| 3  | aprile 1996                 | ISBN 4-19-830128-X          |                             |
| 4  | 25 dicembre 1996            | ISBN 4-19-830150-6          |                             |
| 5  | 10 ottobre 1997             | ISBN 4-19-830172-7          |                             |

### OAV
Un adattamento OAV prodotto dallo studio d'animazione Triangle Staff e diretto da Makoto Moriwaki, è stato pubblicato in due volumi VHS usciti rispettivamente il 22 settembre e il 25 novembre 1995. La sceneggiatura è stata curata da Ryo Motohira mentre la colonna sonora è stata composta da Takayuki Negishi. La sigla d'apertura è Tatakae! Rakushō! Hyper Doll (戦え!楽勝!ハイパードール?, Tatakae! Rakushō! Hāipa Dōru) mentre quelle di chiusura sono rispettivamente Monster (モンスター?, Monsutā) per il primo episodio e Heart no Ace ga detekonai (ハートのエースが出てこない?, Hāto no Ēsu ga detekonai) per il secondo. Tutti e tre i brani sono cantati da Mayumi Iizuka e Yukana Nogami.
In Italia la serie è stata pubblicata da Dynamic Italia in VHS con il titolo Hyper Doll: Mew & Mica the Easy Fighter

#### Episodi
| Nº | Titolo italiano Giapponese 「Kanji」 - Rōmaji                                                          | Prima edizione    | Prima edizione |
| Nº | Titolo italiano Giapponese 「Kanji」 - Rōmaji                                                          | Giapponese        |                |
| 1  | La Terra è in grossi guai! 「地球が地球が大ピンチ！」 - Chikyū ga chikyū ga dai Pinchi!                | 22 settembre 1995 |                |
| 2  | Pace sulla Terra! Ama gli umani! 「地には平和を人には愛を！！」 - Chi ni ha heiwa wo hito ni wa ai o!! | 25 novembre 1995  |                |